# هلامباگاهاواتا
هلامباگاهاواتا (به لاتین: Helambagahawatta) یک منطقهٔ مسکونی در سری‌لانکا است که در استان مرکزی (سری‌لانکا) واقع شده‌است.